# Rolf Just Nilsen
Rolf Just Nilsen, född 31 augusti 1931, död 9 maj 1981, var en norsk sångare, skådespelare, imitatör och röstskådespelare.
Rolf Just Nilsen var nevö till revyartisten Leif Juster.
Rolf kan höras som norsk röst i ett flertal tecknad filmer däribland som Dunderklumpen, Sir Väs (Robin Hood), flertal röster (Flåklypa Grand Prix), och Benjamin Syrsa (Pinocchio, LP skiva).

## Diskografi (urval)
EP
- 1963 – Daglig liv i Folkehjemmet
- 1963 – Jul i Folkehjemmet
- 1964 – Besøk i Folkehjemmet

Singlar
- 1964 – "Blah, blah, blah,..." / "Eventyr på sengekanten"
- 1964 – "Hemmeligheten" / "Froskemannen" (Carsten Byhring, Rolf Just Nilsen & Birgit Strøm)
- 1964 – "Sjåførlæreren" / Fiskeribølgen"
- 1966 – "Julekveld i skogen" / "Lille Jensen drar til Mandalay"
- 1966 – "Stor skandale i familien" / "Skomaker'n"
- 1967 – "Erotikk og Musikk" (Rolv Wesenlund & Rolf Just Nilsen)
- 1968 – "Princessmarsjen" / "Folk i forbifarten" (The Key Brothers / Rolf Just Nilsen)
- 1969 – "Bingo" / "Spill selv"
- 1977 – "Hjem til valget" / "Høstens valgprogram"

## Filmografi (urval)
- 1952 – Trine!
- 1957 – Selv om de er små
- 1958 – På tokt med Terna
- 1958 – Lån meg din kone
- 1958 – Bustenskjold
- 1962 – Stackars stora starka karlar
- 1972 – Ture Sventon, privatdetektiv
- 1976 – Resan till julstjärnan